# 瓦納庫山
21°19′37″S 68°5′39″W / 21.32694°S 68.09417°W
瓦納庫山（Wanaku），是玻利維亞的山峰，位於該國西南部波托西省的北利佩斯省，處於奧亞圭火山東南面和查斯卡奧爾科山東北面，屬於安第斯山脈的一部分，海拔高度約4,700米。